# Nina Umanets
Nina Dmytrivna Umanets (ukrainska: Ніна Дмитрівна Уманець), född den 1 maj 1956 i Jurkivka i Ukrainska SSR i Sovjetunionen (nu Ukraina), är en tidigare sovjetisk roddare.
Hon tog OS-silver i åtta med styrman i samband med de olympiska roddtävlingarna 1980 i Moskva.